# Biblioteka Socjologiczna
Biblioteka Socjologiczna – książkowa seria wydawnicza wydawana w ramach Państwowego Wydawnictwa Naukowego.
Celem serii jest przedstawienie czytelnikowi polskiemu "podstawowych dzieł światowej socjologii, które odegrały — lulb odgrywają — doniosłą rolę w kształtowaniu się nauk społecznych".

## Tomy wydane
- Bunt mas i inne pisma socjologiczne (José Ortega y Gasset 1982)
- Człowiek i społeczeństwo w dobie przebudowy (Karl Mannheim 1974)
- Elementarne formy życia religijnego. System totemiczny (Émile Durkheim 1990)
- Gospodarka i społeczeństwo. Zarys socjologii rozumiejącej (Max Weber 2002)
- Istota kultury (Alfred Kroeber 1973, 1989, 2002)
- Kultura i tożsamość. Studium dystansu międzypokoleniowego (Margaret Mead 1978, 2000)
- Kultura masowa. Krytyka i obrona (Antonina Kłoskowska, 2005, 2006 dodruk)
- Kulturowe podstawy osobowości (Ralph Linton 1975, 2000)
- Ludzie teraźniejsi a cywilizacja przyszłości (Florian Znaniecki 1974, 2001)
- Małe struktury społeczne. Wstęp do mikrosocjologii strukturalnej (Jacek  Szmatka 1982, 2007, 2008 dodruk)
- Marksizm, socjologia, socjalizm. Wybór pism (Julian Hochfeld 1982)
- Metoda socjologii (Florian Znaniecki 2008, 2009 dodruk)
- Metodologia badań społecznych (Stefan Nowak 2006, 2007 dodruk, 2008 dodruk)
- Myśl nieoswojona (Claude Lévi-Strauss 1969)
- Naturalne sposoby postępowania w gromadzie. Studium socjologicznego znaczenia praktyk życia codziennego, manier, zwyczajów, obyczajów oraz kodeksów moralnych (William Graham Sumner 1995)
- Nauki o kulturze. Narodziny i rozwój (Florian Znaniecki 1971, 1992)
- Nowoczesność i tożsamość. "Ja" i społeczeństwo w epoce późnej nowoczesności (Anthony Giddens 2001, 2002 dodruk, 2007 dodruk, 2006 dodruk)
- O nauce, prawie i moralności. Pisma wybrane (Leon Petrażycki 1985)
- O podziale pracy społecznej (Émile Durkheim 1999)
- Outsiderzy. Studia z socjologii dewiacji (Howard S. Becker 2009)
- Pisma wybrane. Rola świadomości w procesie rozwoju społecznego (Włodzimierz Lenin 1980)
- Pisma wybrane. Człowiek i socjalizm (Karol Marks 1979)
- Reprodukcja. Elementy teorii systemu nauczania (Pierre Bourdieu 2006)
- Rytuał interakcyjny (Erving Goffman 2006)
- Samotny tłum (David Riesman oraz Nathan Glazer i Reuel Denney 1971)
- Socjologia (Georg Simmel 1975, 2005)
- Socjologia i antropologia (Marcel Mauss 1973, 1978)
- Socjologia kultury (Antonina Kłoskowska 2007)
- Socjologia wychowania, tom 1: Wychowujące społeczeństwo, tom 2: Urabianie osoby wychowanka (Florian  Znaniecki 1973,  2001)
- Społeczeństwo jednostek (Norbert  Elias 2008)
- Społeczne ramy pamięci (Maurice Halbwachs 1969, 2008)
- Społeczne role uczonych (Florian Znaniecki 1984)
- Społeczne tworzenie rzeczywistości. Traktat z socjologii wiedzy (Peter L. Berger, Thomas Luckmann 2010)
- Studia z etnometodologii (Harold Garfinkel 2007)
- Szkice o totalitaryzmie (Aleksander Hertz 1994)
- Szkice z teorii socjologicznej (Talcott Parsons 1972)
- Teoria klasy próżniaczej (Thorstein Veblen 1971)
- Teoria socjologiczna i struktura społeczna (Robert K. Merton 1982, 2002)
- Uczucia i działania. Fragmenty socjologiczne (Vilfredo Pareto 1994)
- Umysł, osobowość i społeczeństwo (George Herbert Mead 1975)
- Wspólnota i stowarzyszenie. Rozprawa o komunizmie i socjalizmie jako empirycznych formach kultury (Ferdinand Tönnies 1988, 2008)
- Współczesne narody (Florian Znaniecki 1990)
- Wstęp do socjologii (Florian Znaniecki 1988)
- Wybór pism (Stanisław Rychliński 1976)
- Wybór pism (Ludwik Krzywicki 1978)
- Wyobraźnia socjologiczna (C. Wright  Mills 2007, 2008 dodruk)
- Zaangażowanie i neutralność (Norbert Elias 2003)
- Zachowanie w miejscach publicznych. O społecznej organizacji zgromadzeń (Erving Goffman 2008)
- Zasady metody socjologicznej (Émile Durkheim 1968, 2000, 2007 dodruk)